# Busycon laeostomum
Busycon laeostomum är en snäckart som beskrevs av Kent 1982. Busycon laeostomum ingår i släktet Busycon och familjen Melongenidae. Inga underarter finns listade i Catalogue of Life.